# Niall Mackenzie
Niall Mackenzie, född 19 juli 1961 i Stirling, är en brittisk roadracingförare som var aktiv i världsmästerskapen i roadracing från 1984 till 1995.

## Roadracingkarriär
Mackenzie är mest känd som andreförare bakom Kevin Schwantz i Suzukis fabriksteam i 500GP. Han körde även för Honda och Yamaha. Han slutade som bäst fyra; 1990. Efter karriären drev han "bandagar" på Donington Park och Knockhill, då allmänheten fick åka roadracingmotorcyklar.